# Lincoln (Illinois)
Pour les articles homonymes, voir Lincoln.
La ville de Lincoln est le siège du comté de Logan, dans l’État de l’Illinois, aux États-Unis. Sa population s’élevait à 14 504 habitants lors du recensement de 2010, estimée à 13 816 habitants en 2017.
Lincoln se trouve sur la Route 66.

## Source
- (en) Cet article est partiellement ou en totalité issu de l’article de Wikipédia en anglais intitulé « Lincoln, Illinois » (voir la liste des auteurs).